# Stazione di Porto São Bento
La stazione di Porto São Bento (in portoghese Estação de São Bento) è la stazione situata nella freguesia di Cedofeita, Santo Ildefonso, Sé, Miragaia, São Nicolau e Vitória, nel centro storico della città portoghese di Porto.
È nota per i suoi oltre 20 000 azulejos, opera di Jorge Colaço, che rappresentano vari momenti della storia portoghese nonché scene sugli usi e i costumi delle varie regioni del Paese.

## Storia

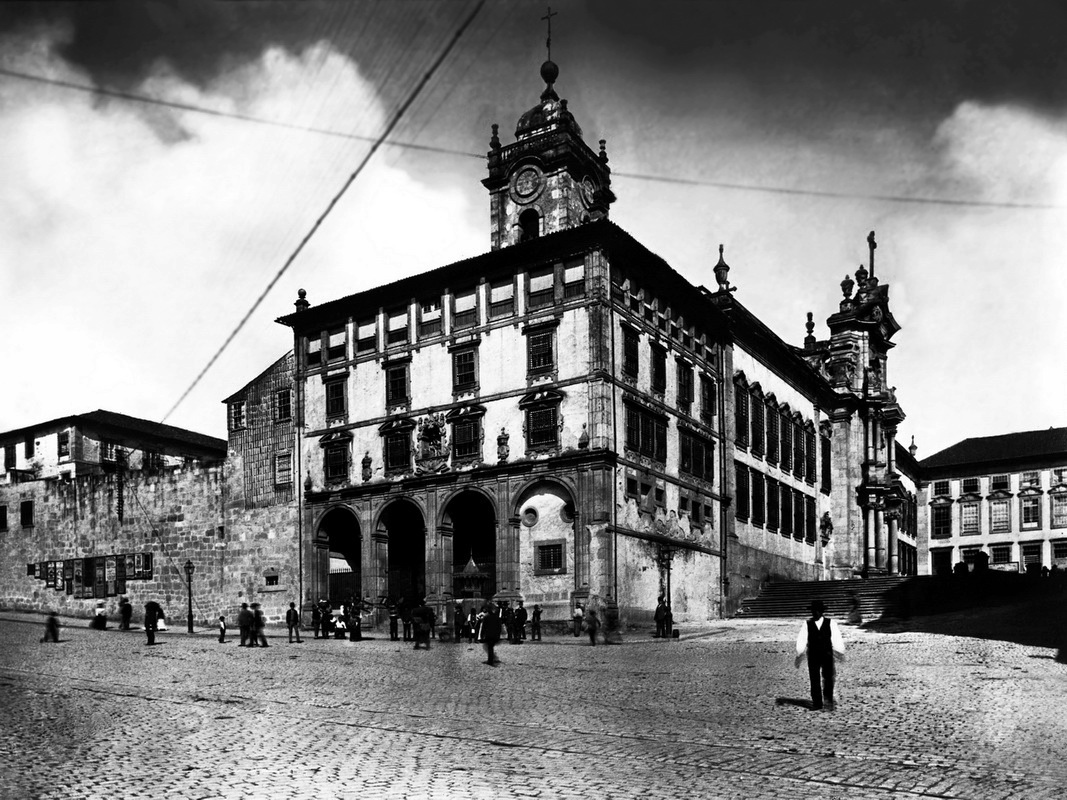
Il convento di São Bento da Avé Maria prima della sua demolizione nel 1892.

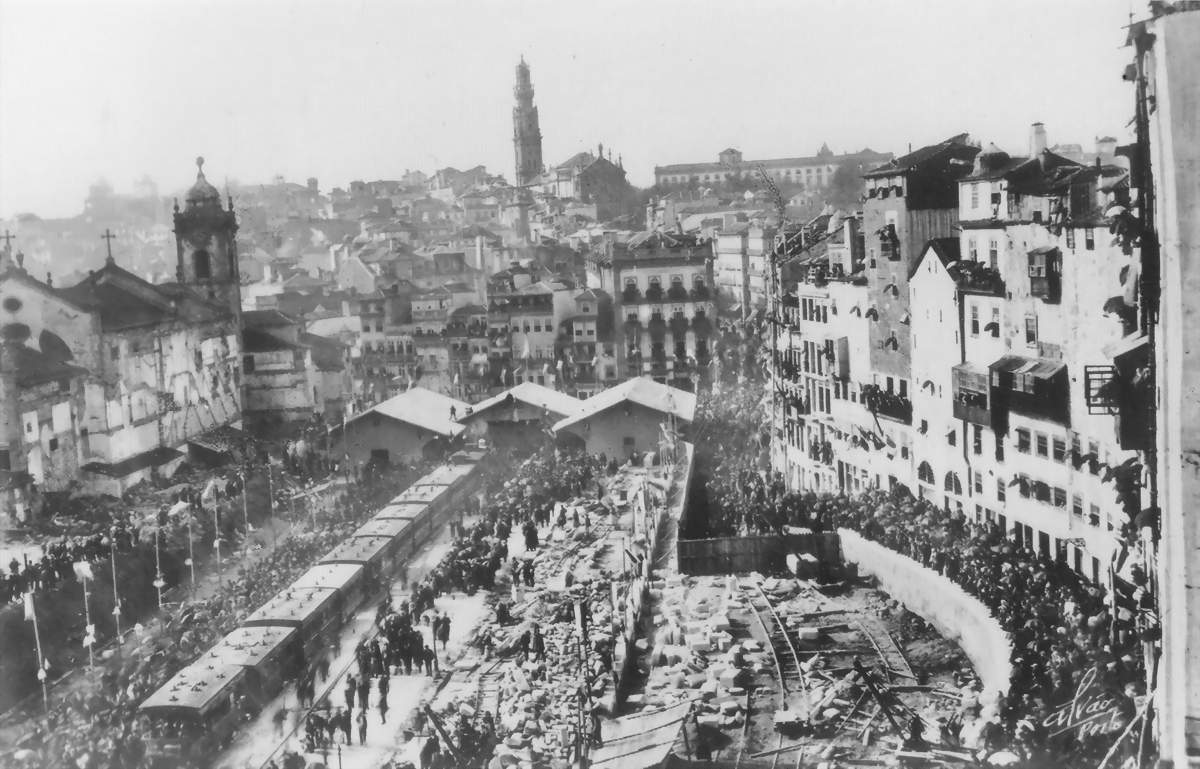
Il primo treno giunge nella stazione provvisoria di São Bento nel 1896.

Nel 1887 gli assessori José Maria Ferreira e António Júlio Machado presentarono al consiglio municipale un progetto per una stazione centrale a Porto, elaborato da Hippolyte de Bare. L'anno seguente il Ministro dei Lavori Pubblici Emídio Navarro autorizzò la costruzione di una linea ferroviaria tra Campanhã e una stazione centrale da costruire vicino a Praça de D. Pedro.
Alla fine si decise di costruire la stazione sul sito del convento benedettino di São Bento da Avé Maria, la cui costruzione era stata ordinata dal re Manuele I nel 1518. L'edificio era stato un monastero fino al 1783, quando fu distrutto da un incendio. Ricostruito per essere adibito a convento, nel 1892, quando l'ultima suora morì, versava in uno stato di abbandono e pertanto ne fu decisa la demolizione quello stesso anno.
Nel 1890 i lavori per il tunnel erano già in corso e furono completati. Verranno ultimati tre anni più tardi. Il primo treno giunse nella stazione provvisoria nel 1896. L'anno seguente si verificò una frana all'imboccatura del tunnel sul bordo meridionale della stazione. I lavori preliminari di costruzione su una stazione pianificata lungo l'angolo di Praça Almeida Garret e Rua da Madeira iniziarono nel 1900. La prima pietra fu posta dal re Carlo I.
Il progetto fu affidato all'architetto di Porto José Marques da Silva, il cui stile è stato influenzato dall'architettura Beaux-Arts francese. Mostrò alle autorità i disegni di un primo concetto nel maggio 1897 e ricevette un contratto nel settembre di due anni dopo. Il progetto fu rivisitato più volte, fino ad optare per una costruzione a forma di U di fronte alla Praça Almeida Garrett (Piazza Almeida Garrett). Nel 1901, la commissione amministrativa per la ferrovia ampliò il fabbricato includendo anche una stazione postale.
Il progetto fu approvato nel 1903 e la costruzione dell'edificio della stazione vero e proprio iniziò l'anno successivo. Le autorità cittadine, non soddisfatte dell'operato, rimossero da Silva dal progetto nel 1909. Vari ritardi fecero sì che il completamento della stazione richiedesse complessivamente tredici anni. La stazione fu ufficialmente inaugurata il 5 ottobre 1916.
Nel settembre 1988 è stato autorizzato un piano per la catalogazione del patrimonio della struttura. I primi interventi di ristrutturazione del sito iniziarono nel 1992, con interventi sulle facciate e restauro dei palchi e del soffitto; questo includeva lavori sull'illuminazione interna ed esterna.